# 大熊町
大熊町（日语：／ Ōkuma machi */?）是位於日本福島縣東邊的町，隸屬於雙葉郡。轄區東邊面向太平洋，西部則坐落著阿武隈高地的分水嶺。當地在中世紀為標葉氏的領地，至江戶時代則為相馬中村藩的領地。境內坐落著福島第一核電廠的1號至4號機組，但因福島第一核電廠事故的影響而於2012年4月19日停止運作。
2011年3月11日的日本東北地方太平洋近海地震在大熊町引發震度6強的地震。隨後高達約10公尺的海嘯侵襲第一核電廠，使廠內陷入全廠停電，並造成1號至3號機組因爐心冷卻系統故障而發生爐心熔毁。3月12日，大熊町被劃為避難指示區域。而1號、3號與4號機組因爐芯融毀而在廠房內累積大量氫氣與壓力，並陸續在3月12日至14日發生爆炸。事故結束後，當地被劃為警戒區域長達1年多。2012年12月10日，町內的西南部地區改為居住限制區域，其餘地區則重新分劃為歸還困難區域。2022年6月30日，町內被劃為特定復興再生據點區域的城鎮中心周圍全區解除避難指示。而大熊町現時則致力於清除町內的放射性汙染和展開城鎮復興。

## 地理
大熊町内約61%的面積被山林覆蓋，其中48%為國有林地。轄區東邊面向太平洋，西部坐落著阿武隈高地的分水嶺。發源自阿武隈高地的熊川、小入野川、夫澤川等河流經町内，並在東邊注入太平洋。

### 氣候
大熊町屬於海洋性氣候，因此氣候較為溫暖，冬季的降雪量也相當少。根據統計，2022年當地的最高月均溫為26.8℃，最低月均溫為3.5℃，年降雨量則約1079毫米。

## 歷史
大熊町自古時便有人類居住，位於西部野上地區的南金谷遺跡中出土過3件屬於繩紋時代草創期的有舌尖頭器。流經町內的熊川流域也陸續發掘出諸多繩紋時代的遺跡，如中屋敷遺跡和塚草遺跡等。其中地處大川原地區的大平遺跡出土過底部呈尖形的土器。當地的彌生時代遺跡數量較少，位於沿海地區的北台遺跡中曾發掘出當時的人們在種植水稻時使用的石刀。而大熊町的古墳時代遺跡多分布在熊川與夫澤川的下游地帶。其中棚和子古墳內出土過大型的須惠器，而長者原橫穴墓內則埋藏著作為陪葬的直刀與馬具。
據奈良時代編篡的「常陸國風土記」記載，位於常陸國北方多珂郡（多賀郡）的「苦麻之村」被認為是現今大熊町內的大字熊的周邊地區。同時當地也被認為是續日本紀在養老2年（718年）的條目中記載的標葉郡南端之地。鎌倉時代，大熊地區由標葉氏的分家所支配。15世紀時，「熊氏」與「熊川氏」之名皆出現在史料中，並推測町内的熊館與熊川館遺址曾為上述2個氏族的據點。

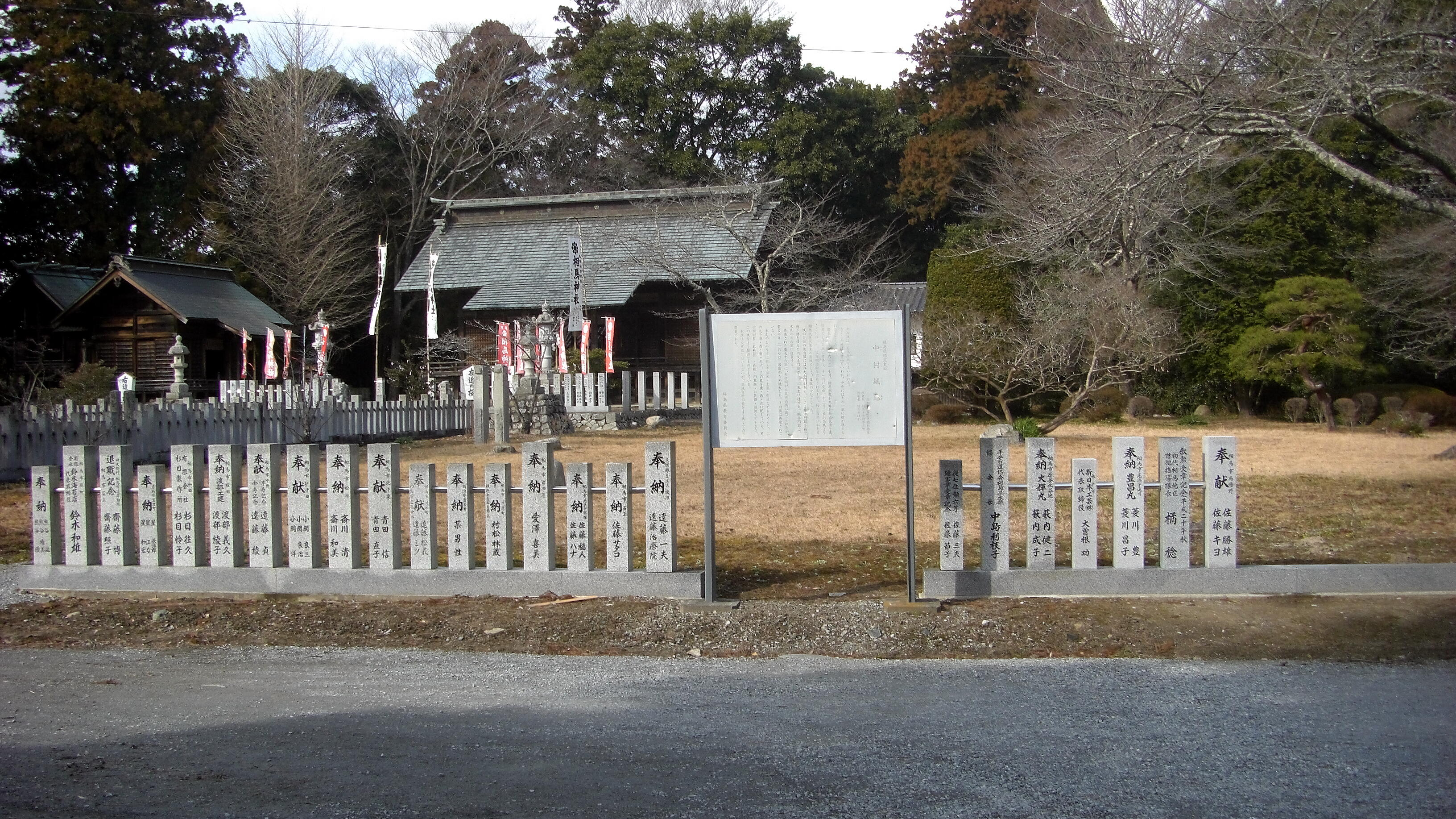
相馬中村城

室町時代後期，控制行方郡的相馬氏開始往南擴張，並與標葉氏對立。15世紀後期，相馬氏攻下權現堂城並消滅標葉氏，使標葉郡的北部地區改由相馬氏支配，但該郡南部仍由熊氏與熊川氏統治。戰國時代，相馬氏的領地擴張至大熊地區，並在當地進行開發。江戶時代，相馬利胤於慶長16年（1611年）獲領4萬8千7百石，並自小高城移至相馬中村城作為藩廳；而大熊地區也成為相馬中村藩的領地，並由相馬氏統治至明治維新時期。
明治22年（1889年）4月1日，日本在當地實施町村制，並將境內的村落合併成大野村與熊町村。昭和29年（1954年）11月1日，大野村與熊町村合併成現今的大熊町。1967年，東京電力的福島第一核電廠開始在當地興建，並於1971年至1979年陸續完成1號機組至6號機組的興建工程。

### 東日本大震災與福島第一核電廠事故

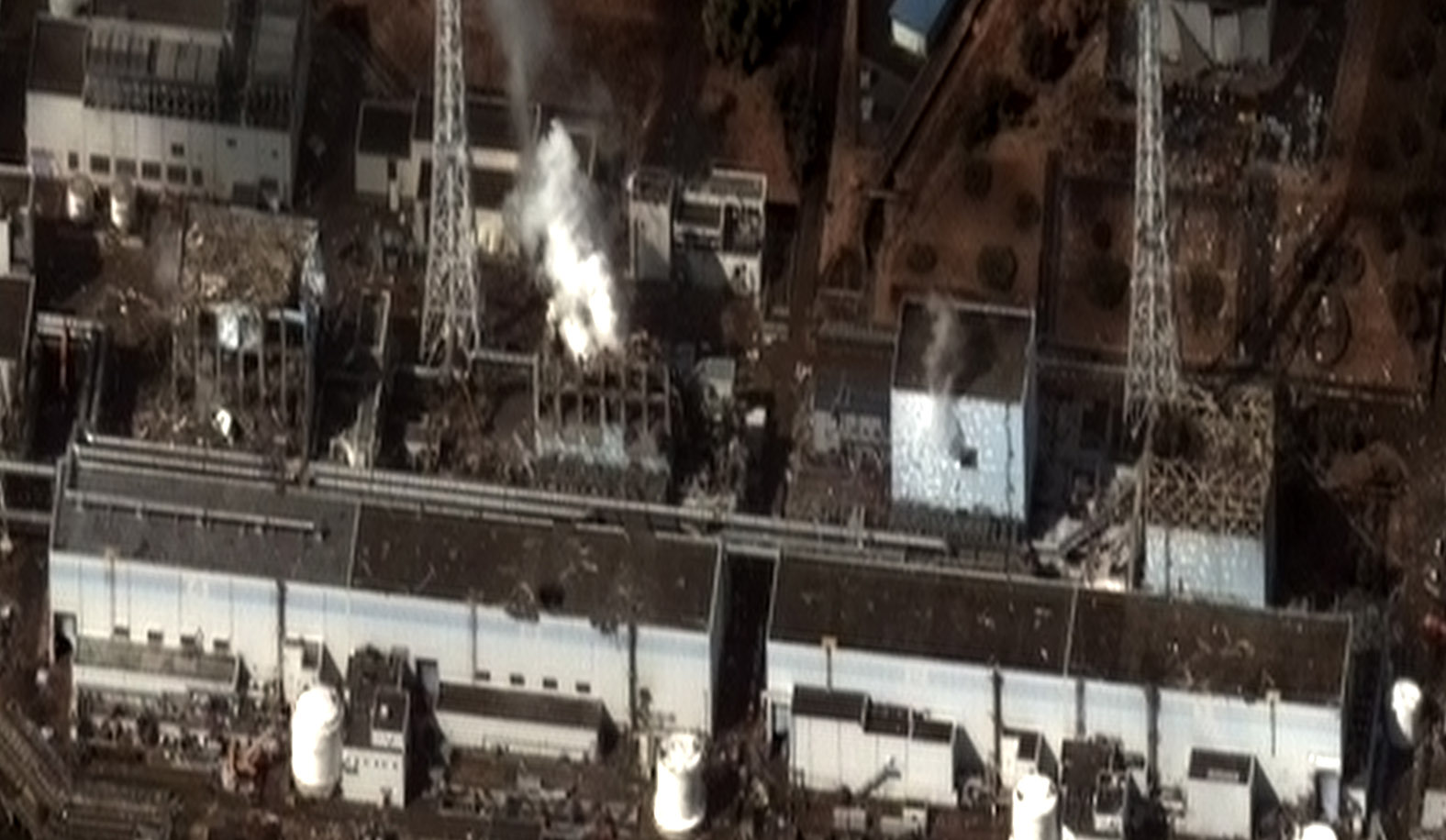
第一核電廠1號至4號機組
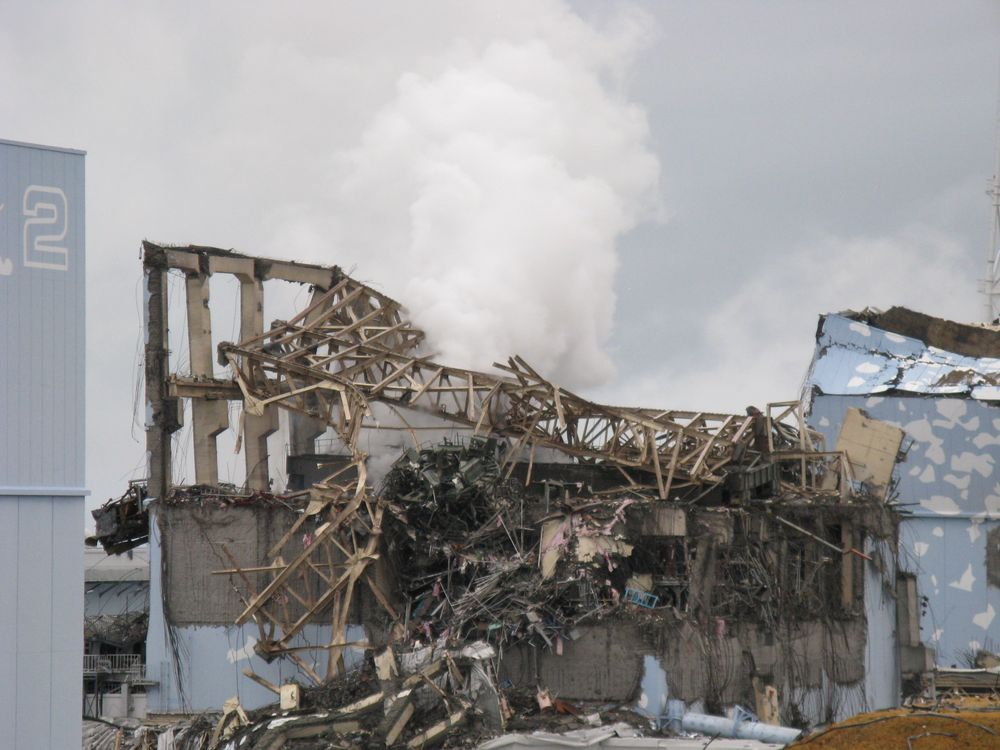
爆炸後的2號機組
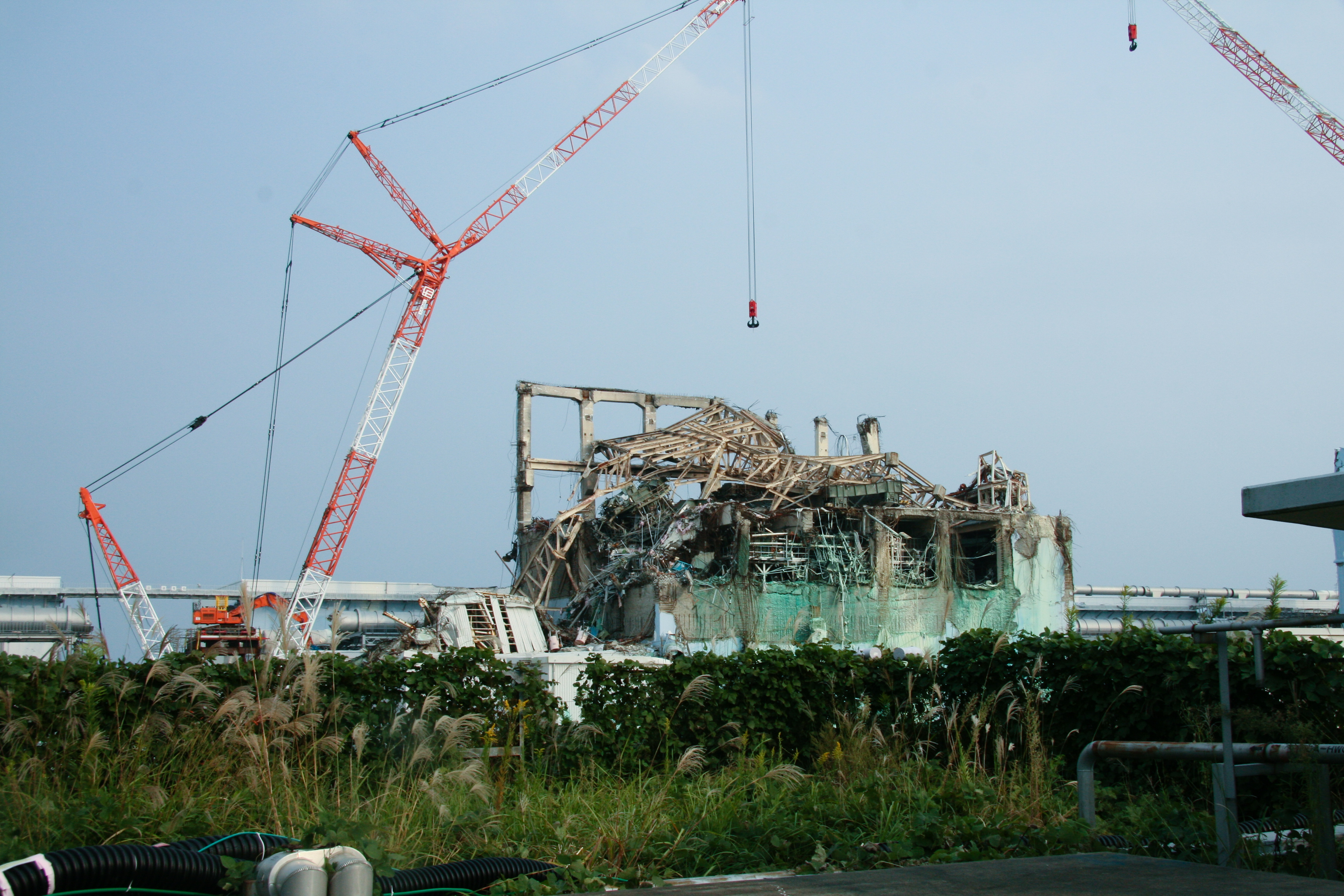
當時預計進行拆除工程的3號機組
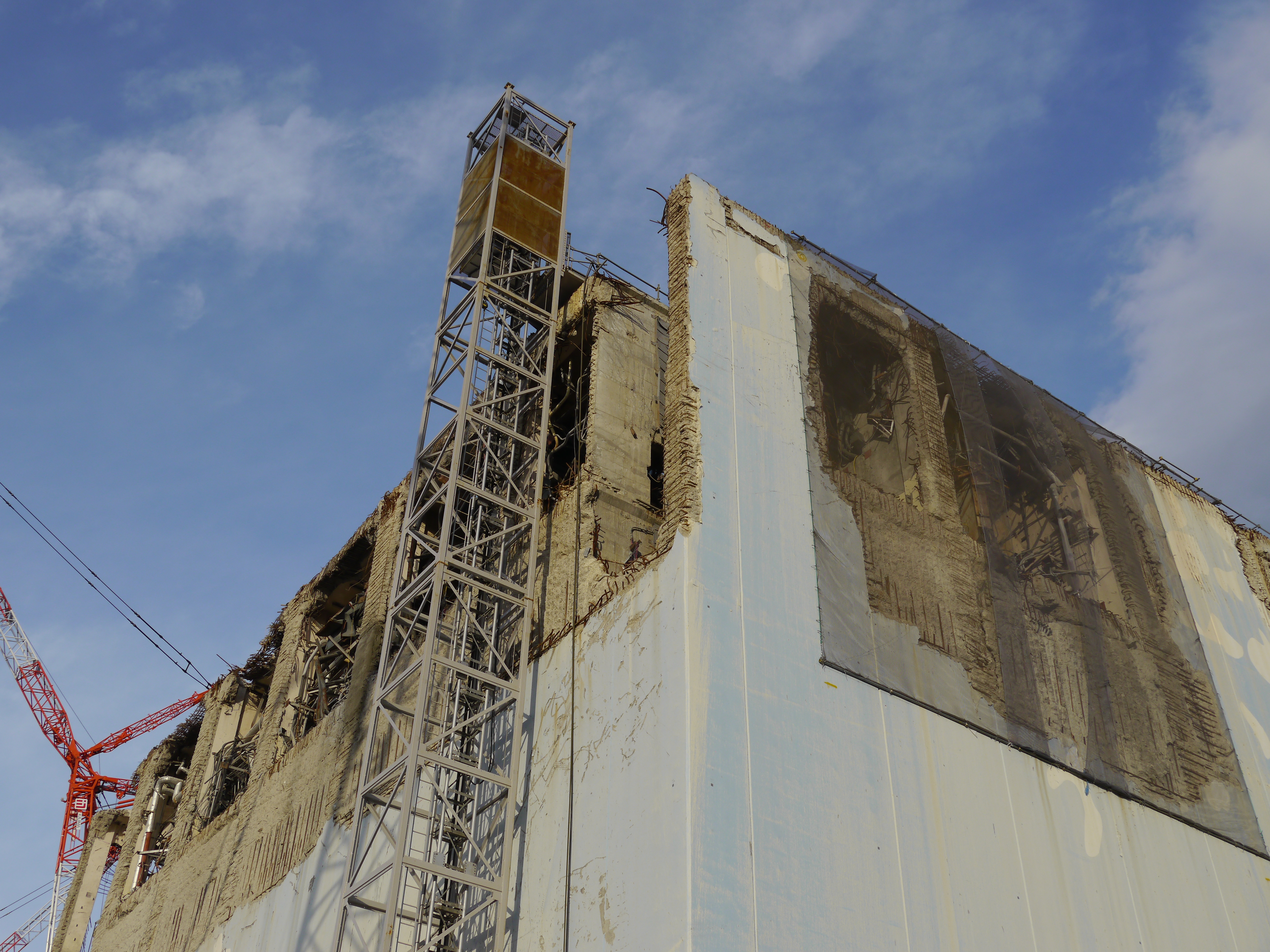
4號機組的廠房

2011年3月11日下午，日本東北地方太平洋近海地震在大熊町引發震度6強的地震，並造成當地共12人死亡、320棟房屋全毀與2953棟房屋嚴重毀損或是半毀。地震發生後，福島第一核電廠的1號至6號機組全部失去外部供電，而1號至3號機組的反應爐皆緊急停止運作。下午3點36分左右，由地震引發的第二波海嘯襲擊福島第一核電廠，其高度約為10公尺。海嘯將核反應爐的地基與放置在地下室的緊急發電機全數淹沒，使第一核電廠陷入全廠停電（Station Blackout）。隨後1號機組的爐心開始熔毀並向外釋放輻射，同時因燃料棒表面與水蒸氣反應而產生大量的氫氣。
3月12日上午6點左右，日本政府對第一核電廠周圍10公里的居民發出避難指示，並將其半徑20公里內的區域劃分為避難指示區域；而此次避難的範圍幾乎涵蓋大熊町全域。下午3點36分，1號機組因大量的氫氣聚集在建築物頂部而發生爆炸。隨後3號機組因爐心隔離冷卻系統和高壓注水系統相繼出現問題，使因爐心熔毀而逐漸升高的壓力無法降低，並在3月14日上午11點1分發生爆炸。而2號機組雖未發生爆炸，但其廠房內的輻射自安全殼大量外洩，並擴散至周遭地區。3月15日早上6點14分左右，4號機組因3號機組產生的氫氣透過連接排氣筒的管道洩漏至內部而發生爆炸，而1號至3號機組則在消防人員持續對反應器注水的情況下逐漸降溫。
2011年4月22日，大熊町在內的福島第一核電廠半徑20公里內的區域被劃為警戒區域。2012年12月10日，町內的西南部地區改為居住限制區域，其餘地區則重新劃為歸還困難區域。2019年4月，大熊町的大川原和中屋敷地區解除避難指示。2022年6月30日，町內被劃為特定復興再生據點區域的大野站周邊的城鎮中心全區解除避難指示。

## 行政
現任町長吉田淳於2023年11月在選舉中成功連任，其任期將持續至2027年11月。

## 人口
大熊町的總人口數自1965年便開始逐年增加，至2010年達到最高峰11,505人。但當地的人口數在2011年的東日本大震災後便開始減少，至2023年4月已跌破1萬人。而截至2025年1月的統計，大熊町的住民基本台帳人數為9915人，其中2217人在福島縣外的都道府縣居住或是避難；其餘的7798人則在福島縣內居住或避難，且多集中在磐城市與郡山市。同時根據2021年的統計，當地的高齡人口占比為27.2%，呈現逐年上升的趨勢。
| 大熊町人口分布圖 |                                               |  |
| 大熊町與日本全國年齡別人口分布比較圖 （2005年資料） | 大熊町的年齡、男女別人口分布圖 （2005年資料） |  |
| ■紫色是大熊町 ■綠色是全国 | ■藍色是男性 ■紅色是女性                       |  |
| 大熊町人口變化 \| 1970年 \| 7,750人 \| \| \| 1975年 \| 8,190人 \| \| \| 1980年 \| 9,296人 \| \| \| 1985年 \| 9,988人 \| \| \| 1990年 \| 10,304人 \| \| \| 1995年 \| 10,656人 \| \| \| 2000年 \| 10,803人 \| \| \| 2005年 \| 10,992人 \| \| \| 2010年 \| 11,515人 \| \| \| 2015年 \| 0人 \| \| \| 2020年 \| 847人 \| \| |                                               |  |
| 資料來源：日本總務省統計中心提供之人口普查數據 |                                               |  |
| 1970年 | 7,750人                                       |  |
| 1975年 | 8,190人                                       |  |
| 1980年 | 9,296人                                       |  |
| 1985年 | 9,988人                                       |  |
| 1990年 | 10,304人                                      |  |
| 1995年 | 10,656人                                      |  |
| 2000年 | 10,803人                                      |  |
| 2005年 | 10,992人                                      |  |
| 2010年 | 11,515人                                      |  |
| 2015年 | 0人                                           |  |
| 2020年 | 847人                                         |  |

## 經濟
根據日本2020年的國勢調查統計，大熊町的就業人口中約1.9%從事第一級產業，1.8%的就業人口從事第二級產業，其餘的96.4%則從事第三級產業。大熊町的農業在東日本大震災發生前為當地的重點產業，並且生產稻米和梨子等農產品，但農家戶數與農業生產額也呈現減少的趨勢。而在震災後返回當地的居民在近年來致力於種植梨子及奇異果等農產品。漁業方面，由於當地沒有漁港，因此較盛行在內陸水域進行水產養殖，並生產鮑魚、海膽和扁口魚等海產。

## 教育
大熊町在東日本大震災前原有2所小學校、1所中學校與1所高等學校（福島縣立雙葉翔陽高等學校）。東日本大震災和福島第一核電廠事故發生後，雙葉翔陽高等學校於2017年4月休校至今。2023年4月，熊町小學校、大野小學校與大熊中學校整合成義務教育學校「學舍夢想森林」後於大熊町舉行開學典禮，而該校也附設幼稚園。

## 交通

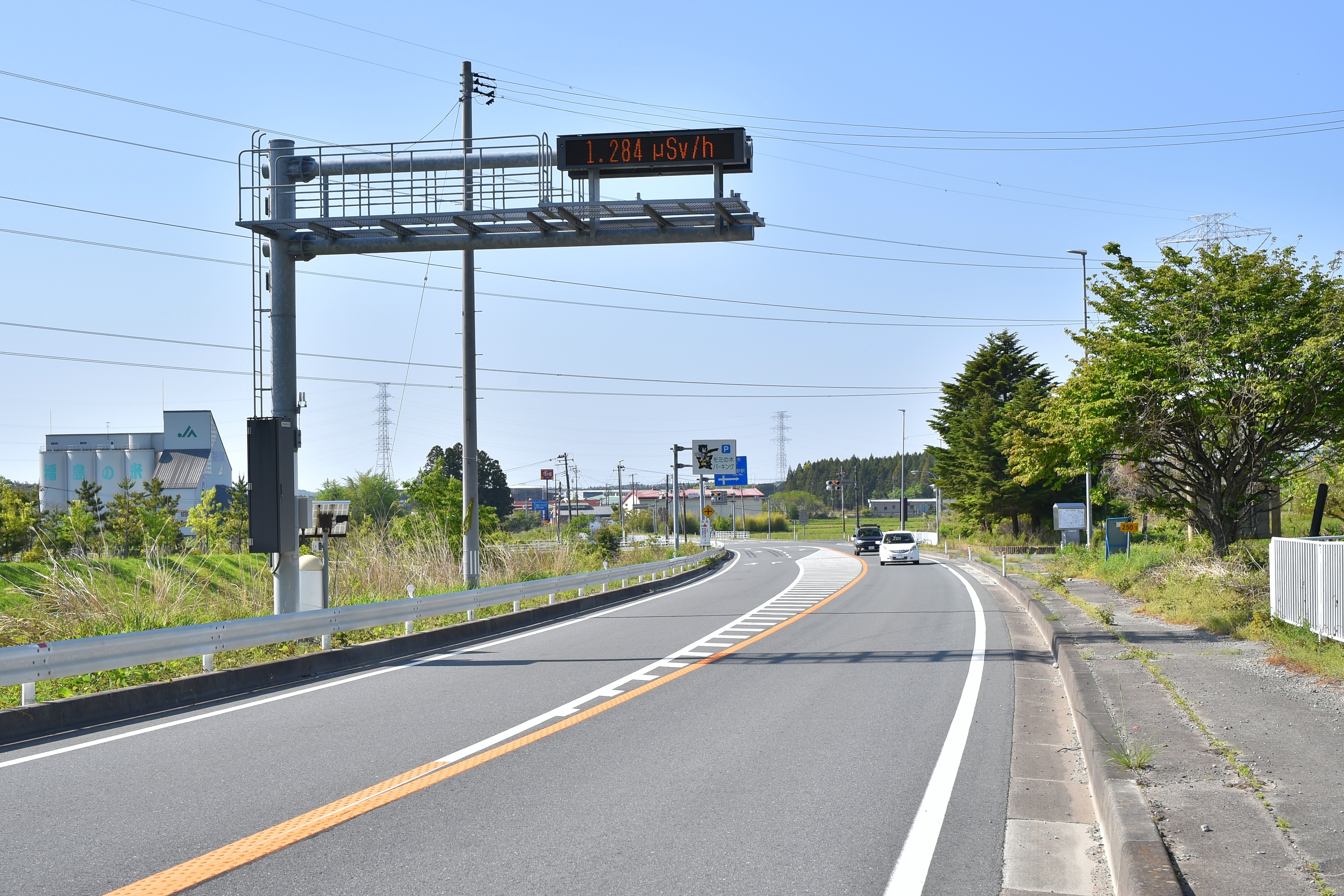
行經大熊町的國道6號
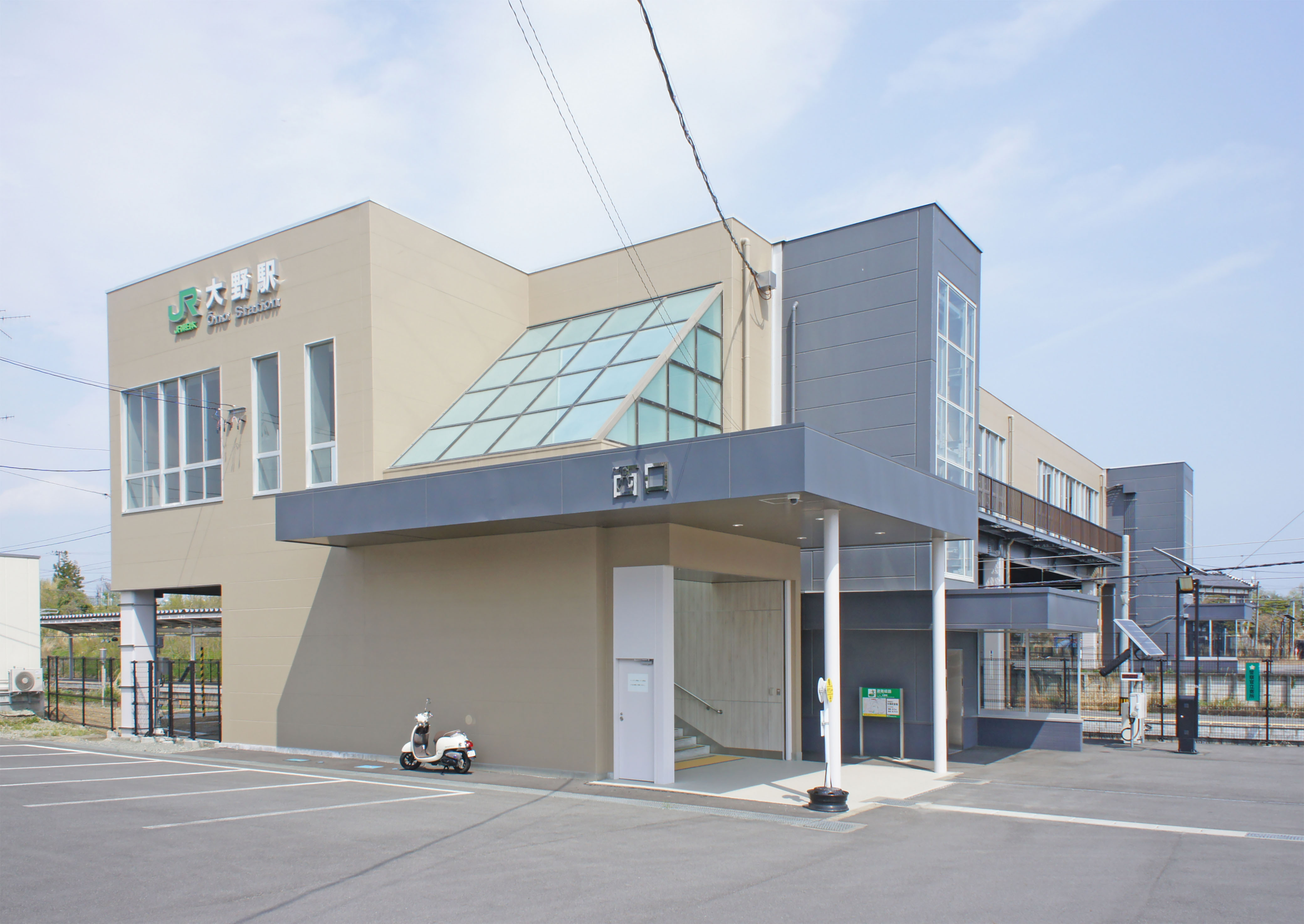
大野站的西出入口

國道6號與常磐自動車道以南北向分別穿越大熊町的東部與西部地區，國道288號則以東西向通過轄區的西北部。而常磐自動車道在城鎮中心西邊設置大熊交流道。鐵路方面，JR東日本的常磐線通過大熊町，並在城鎮中心內設置大野站。但該站在內的富岡站至浪江站的區段在2011年受到東日本大震災與福島第一核電廠事故的影響而停止運轉。2020年3月14日，常磐線在富岡站至浪江站的區段重新運轉下恢復全線營運，而大熊站也在當天恢復運作。

## 姊妹城市
大熊町與以下外國行政區為姊妹城市:
| 國家 | 城市                     | 締結日期      |
| ---- | ------------------------ | ------------- |
|      | 巴瑟斯特（新南威爾斯州） | 1991年3月25日 |

### 註解
1. ↑  不包含未登記的町內住民人數